# Chris Zoricich
Christopher Vincent Zoricich (ur. 3 maja 1969 w Auckland) – nowozelandzki piłkarz, grający na pozycji obrońcy.

## Kariera klubowa
Chris Zoricich rozpoczął karierę w 1988 roku w Papatoetoe AFC. W latach 1989–1994 występował w angielskim trzecioligowym Leyton Orient F.C. W 1994 roku powrócił do ojczyzny do Central United, po czym przeszedł do australijskiego klubu Brisbane Strikers. W latach 1996–1997 był zawodnikiem Chelsea, lecz występował jedynie w rezerwach. W 1997 roku powrócił do Australii i występował kolejno w Brisbane Strikers, Sydney Olympic i Newcastle United. Potem występował w amatorskich angielskich klubach.
Karierę zakończył w 2006 roku, lecz w 2010 roku powrócił na boisko w Central United.

## Kariera reprezentacyjna
W reprezentacji Nowej Zelandii Zoricich zadebiutował 27 marca 1988 w przegranym 0-1 meczu z Izraelem. W 1992 roku uczestniczył w eliminacjach Mistrzostw Świata 1994. W 1995 roku wystąpił w Pucharze Narodów Oceanii 1996. Wystąpił w obu meczach z Australią. W 1998 roku wystąpił w Pucharze Narodów Oceanii, który Nowa Zelandia wygrała. Zoricich wystąpił we wszystkich czterech meczach z Tahiti, Vanuatu, Fidżi i Australią.
W 1999 roku wystąpił w Pucharze Konfederacji, na którym Nowa Zelandia odpadła w fazie grupowej. Na turnieju w Meksyku wystąpił we wszystkich trzech meczach z USA (jedyna bramka w reprezentacji), Niemcami i Brazylią. W 2001 roku uczestniczył w eliminacjach Mistrzostw Świata 2002. W 2002 roku po raz ostatni wystąpił w Pucharze Narodów Oceanii, który Nowa Zelandia wygrała. Zoricich wystąpił we wszystkich czterech meczach z Tahiti, Wyspami Salomona, Vanuatu i Australią.
W 2003 roku wystąpił w Pucharze Konfederacji, na którym Nowa Zelandia odpadła w fazie grupowej. Na turnieju we Francji wystąpił w dwóch meczach z Japonią i Francją, który był jego ostatnim meczem w reprezentacji. Ogółem w latach 1988–2003 w reprezentacji wystąpił w barwach w 47 meczach.